# Eumorpha vitis
Espèce
Eumorpha vitis est une espèce d'insectes lépidoptères de la famille des Sphingidae, sous-famille des Macroglossinae, de la tribu des Philampelini et du genre Eumorpha.

## Description
L'envergure varie  de 85 à 105 mm. L'espèce ressemble à Eumorpha fasciatus fasciatus  mais s'en distingue par l’absence de bande marginale rose sur le dessus des ailes postérieures et la ligne droite unique sur le dessus des ailes antérieures.

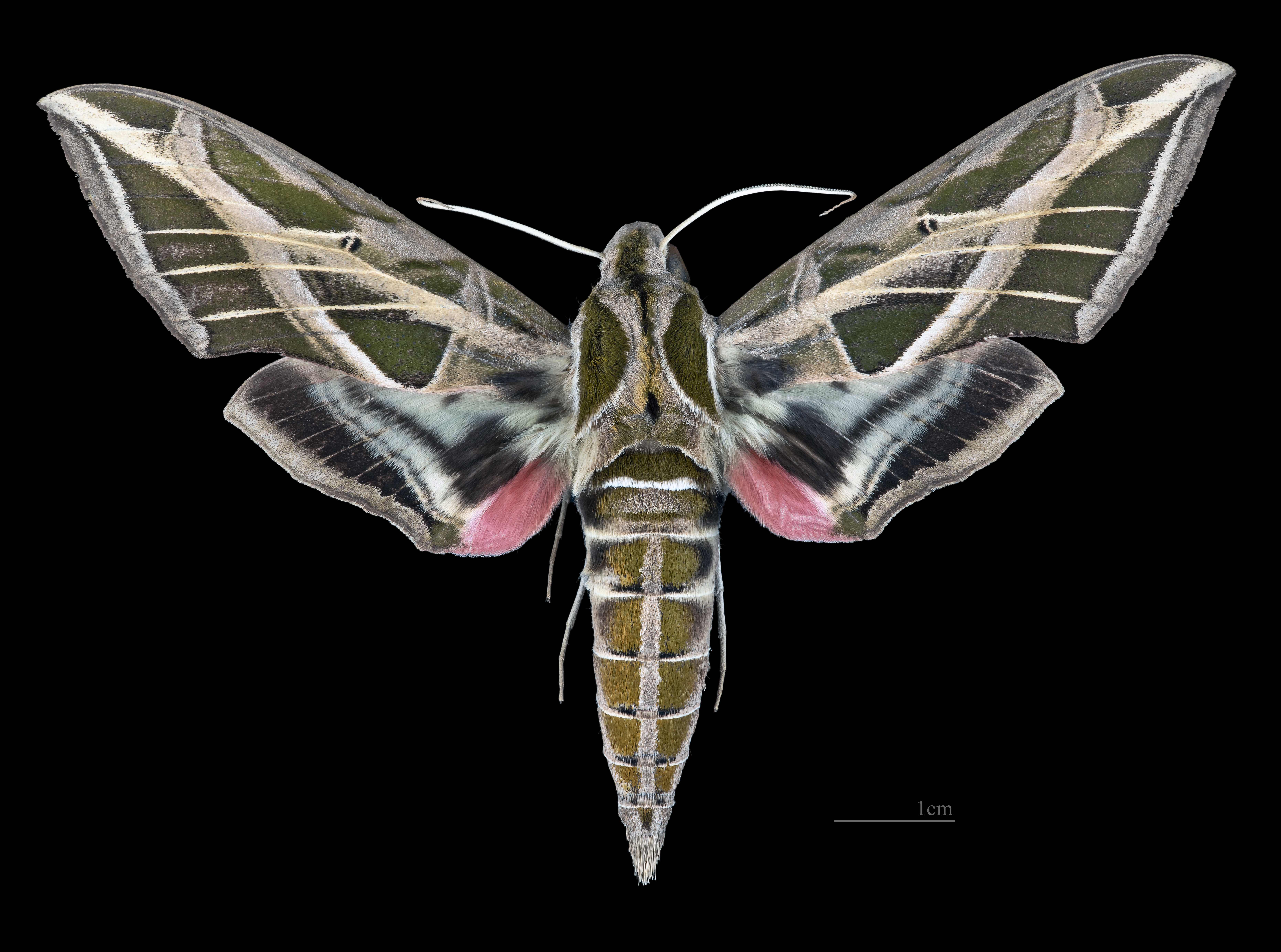
Apers du mâle (coll.MHNT)
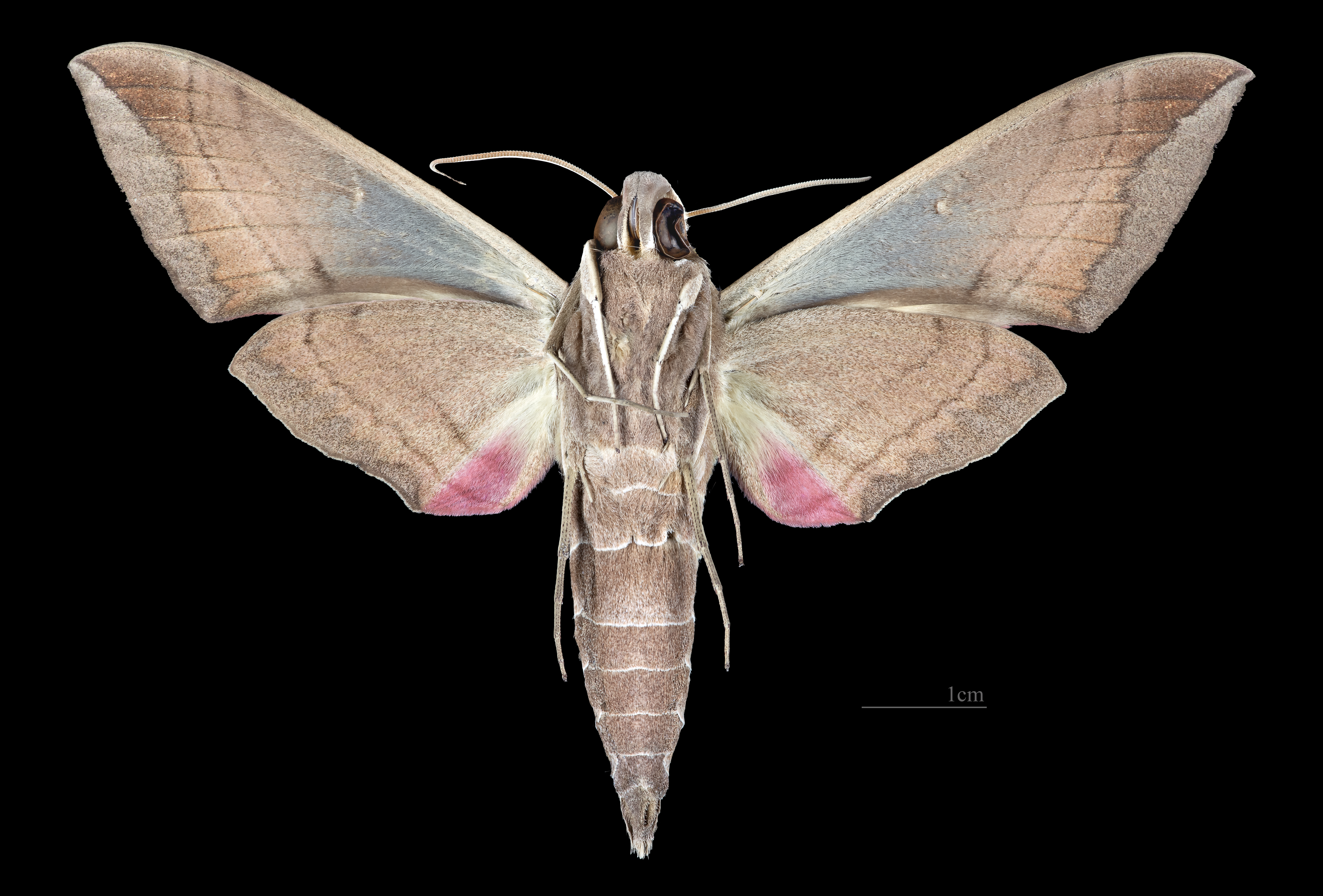
Revers du mâle (coll.MHNT)
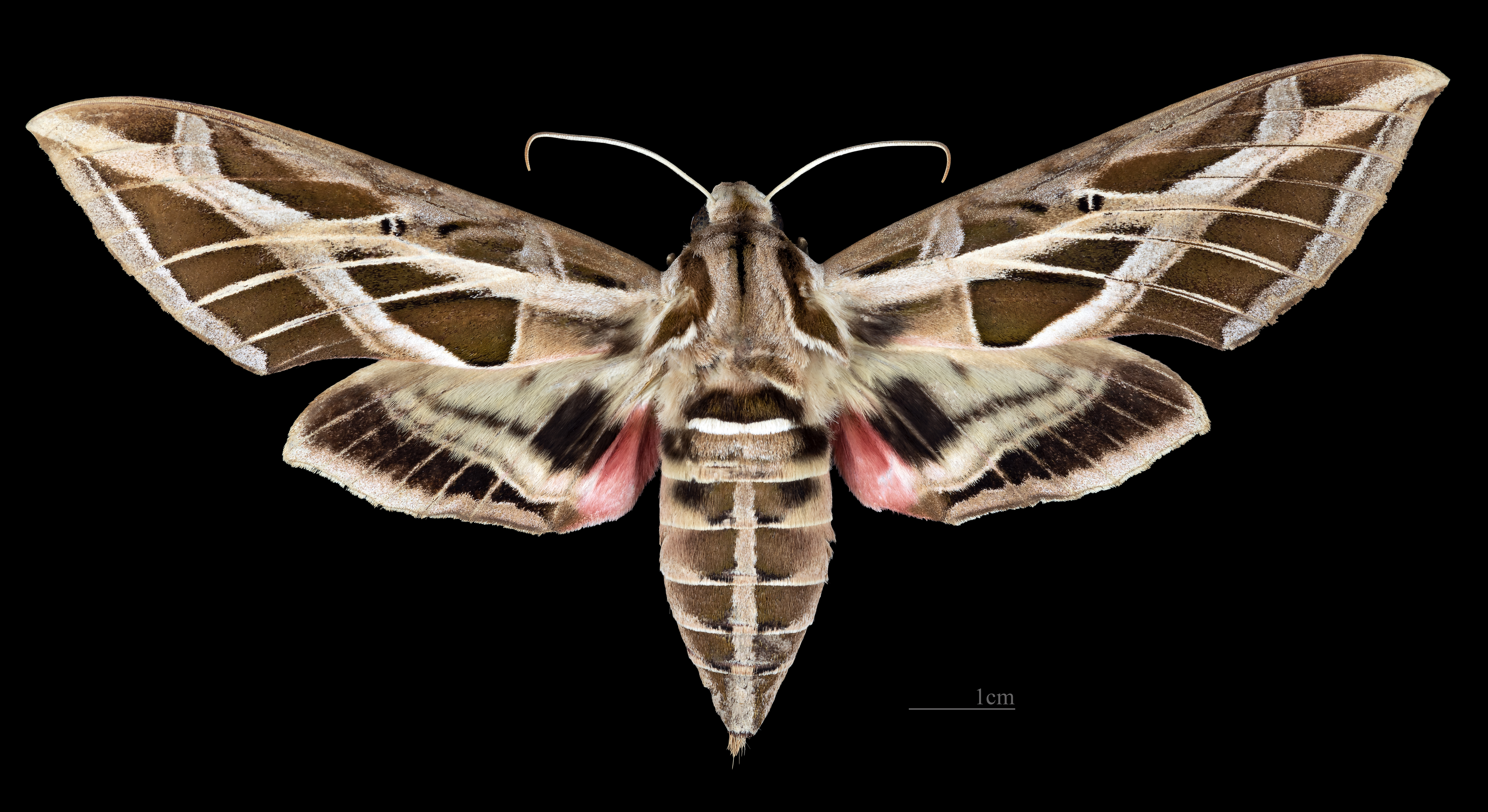
Apers de la femelle (coll.MHNT)
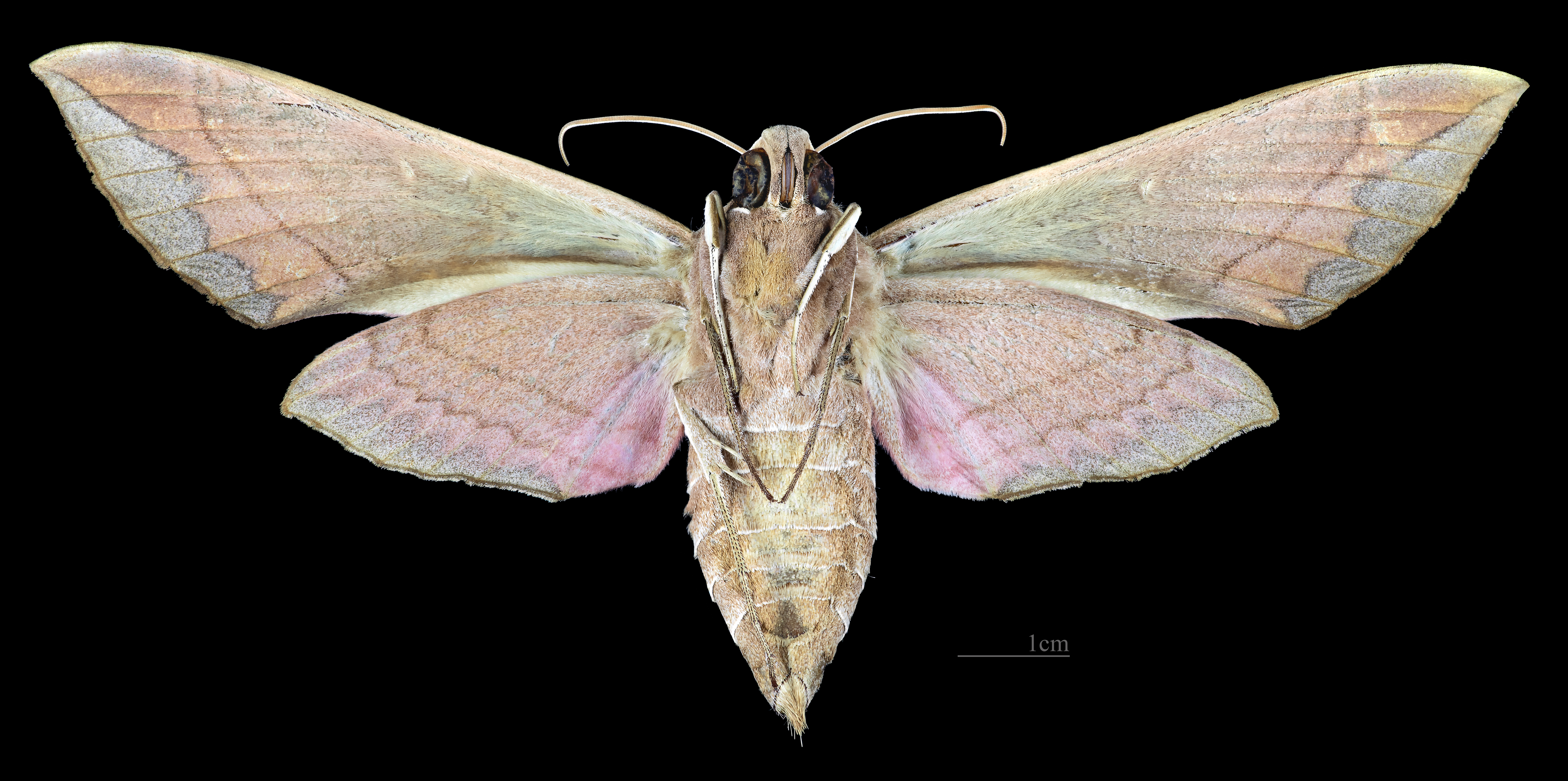
Revers de la femelle (coll.MHNT)

## Distribution
L'espèce est connue de l'Argentine au sud, en Amérique centrale, aux Antilles, du Mexique jusqu'au sud de l'Arizona, au Texas, au Mississippi en Floride, nord au Nebraska.

## Biologie
Les adultes volent d'avril à mai et de juillet à octobre en Floride, de juillet à septembre en une génération dans la partie nord de l'aire de répartition et toute l'année sous les tropiques. Ils se nourrissent du nectar de diverses fleurs, dont Vinca rosea.
Les chenielles se nourrissent d'espèces du genre Vitis (y compris Vitis vinifera ), d'espèces du genre Cissus (en particulier Cissus incisa, Cissus pseudosicyoides, Cissus rhombifolia, Cissus sicycoides, et Cissus verticillata), de Ludwigia decurrens, de Ludwigia erecta, de Magnolia virginiana et du genre Parthenocissus. Il existe des morphes de couleur verte, jaune et violette. La nymphose a lieu dans des terriers souterrains.

## Systématique
- L'espèce Eumorpha vitis a été décrite par le naturaliste suédois Carl von Linné en 1758 sous le nom initial de Sphinx vitis[1]. La localité type est l'Amérique.

### Synonymie
- Sphinx vitis Linnaeus, 1758 protonyme
- Philampelus linnei Grote & Robinson, 1865[2]
- Philampelus hornbeckiana Harris, 1839[3]
- Eumorpha vitis pallida Closs, 1917
- Pholus vitis hesperidum Kirby, 1880
- Pholus vitis fuscatus Rothschild & Jordan, 1906

### Liste des sous-espèces
- Eumorpha vitis vitis (Argentine, Bolivie, Brésil, Colombie, Équateur, Pérou, Guyane française, Guyane, Paraguay, Suriname, Uruguay, Venezuela, Mexique, Belize, Guatemala, Honduras, Nicaragua, Costa Rica, Panama, Les Caraïbes, Sud des États-Unis )
- Eumorpha vitis fuscatus - (Rothschild & Jordan, 1906) (Sainte-Lucie, Guadeloupe et Martinique)
- Eumorpha vitis hesperidum - (Kirby, 1880) (Jamaïque)

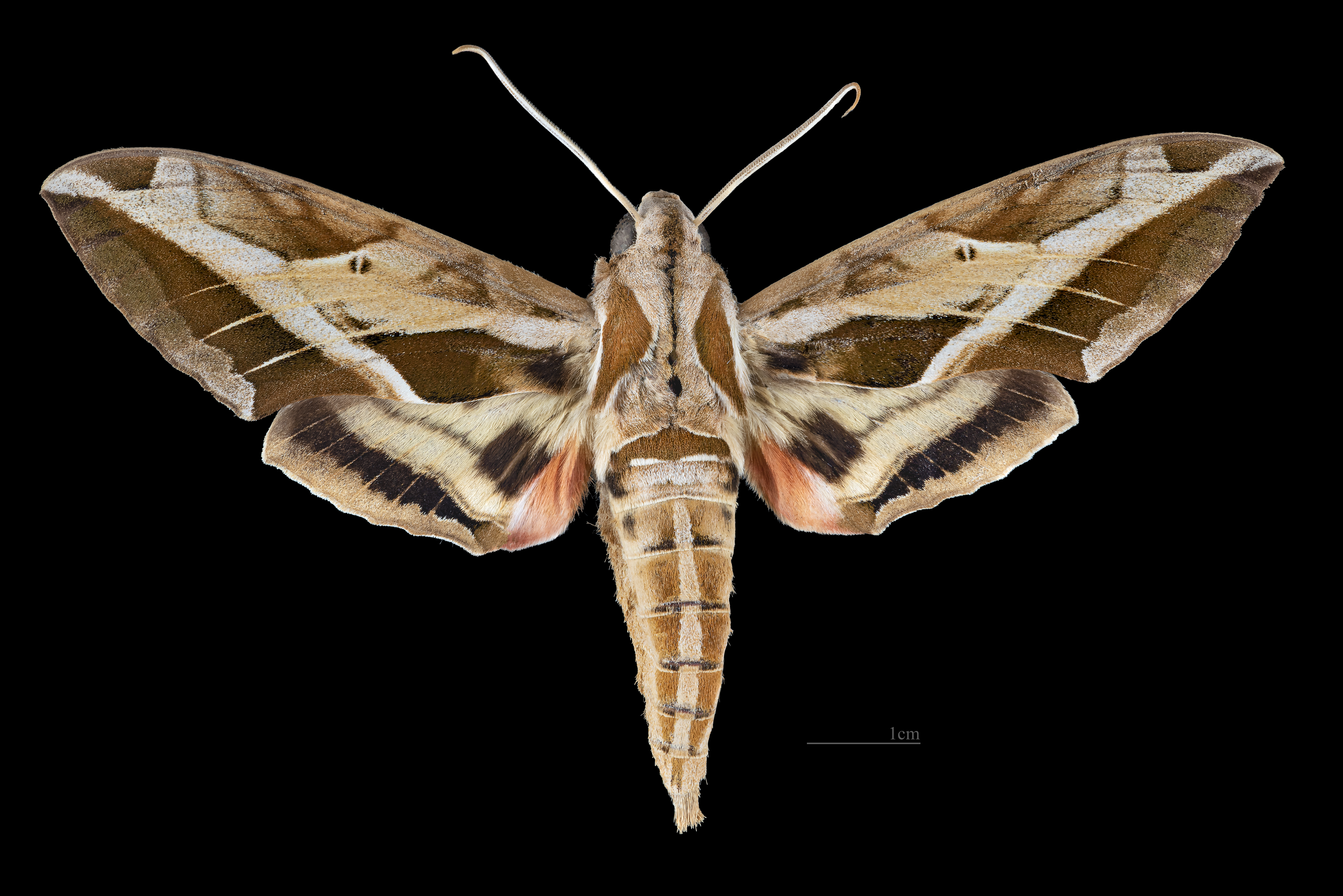
Eumorpha vitis fuscatus Avers du mâle (coll.MHNT)
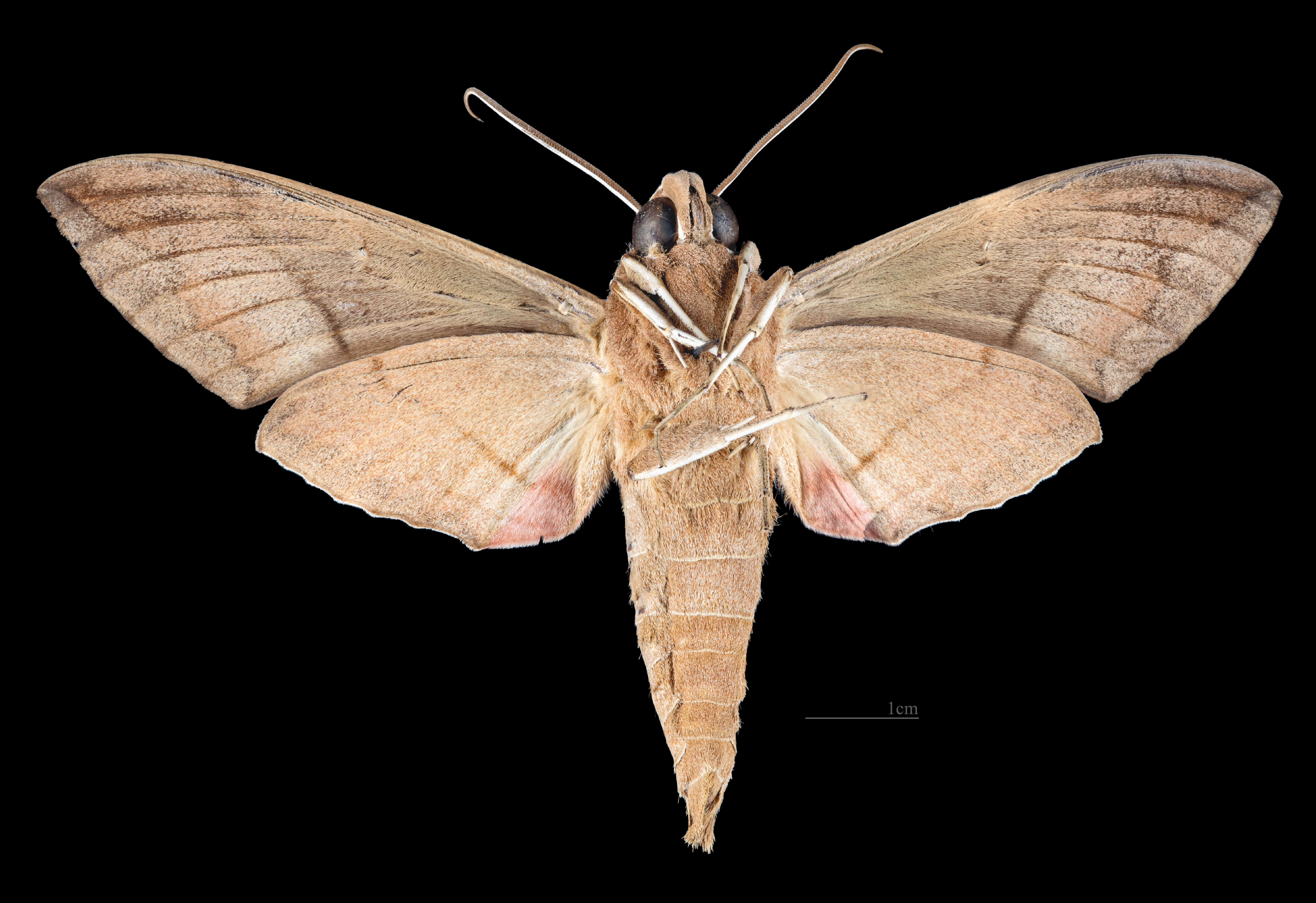
Eumorpha vitis fuscatus Revers du mâle (coll.MHNT)
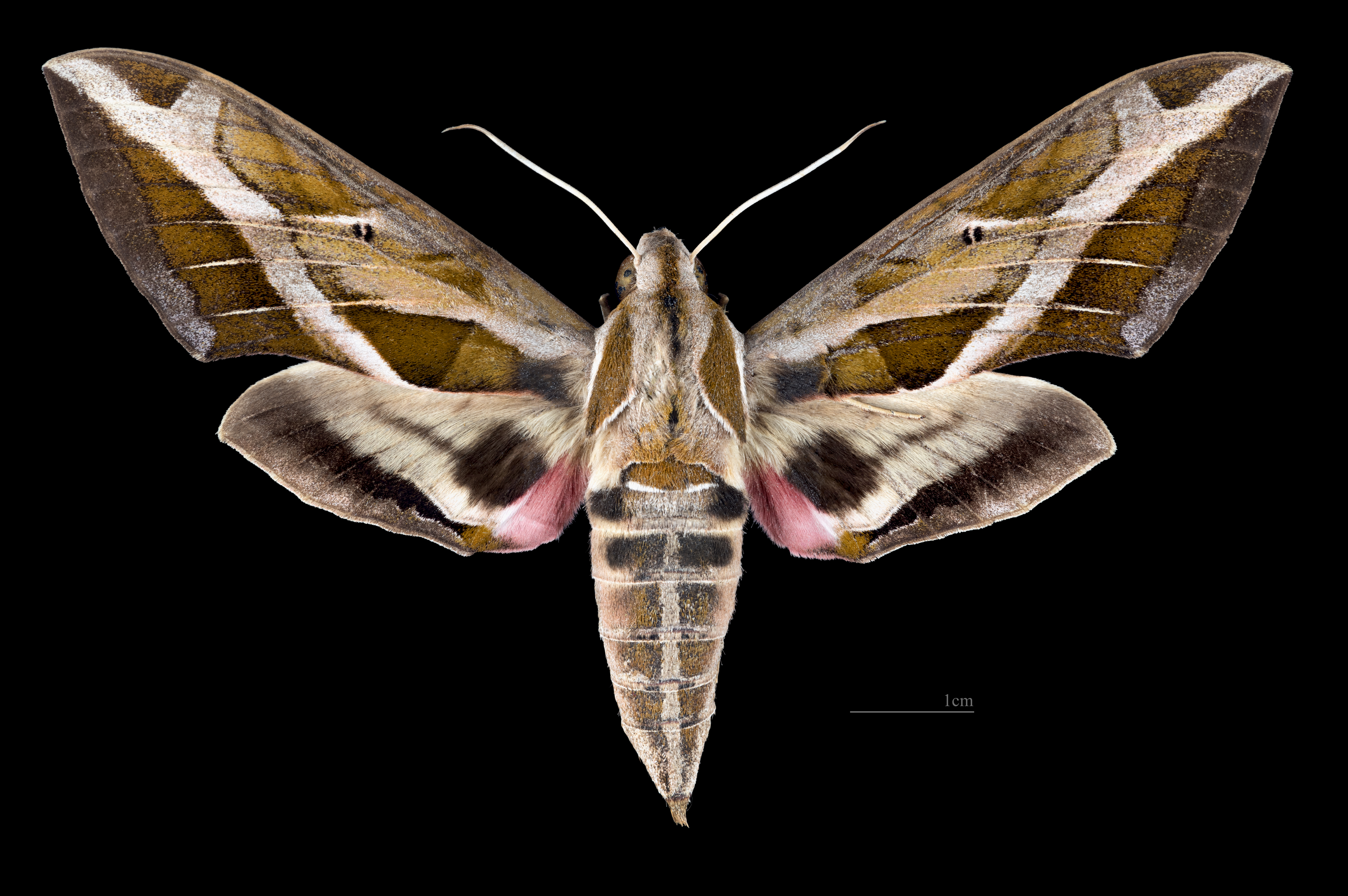
Eumorpha vitis fuscatus Avers de la femelle (coll.MHNT)
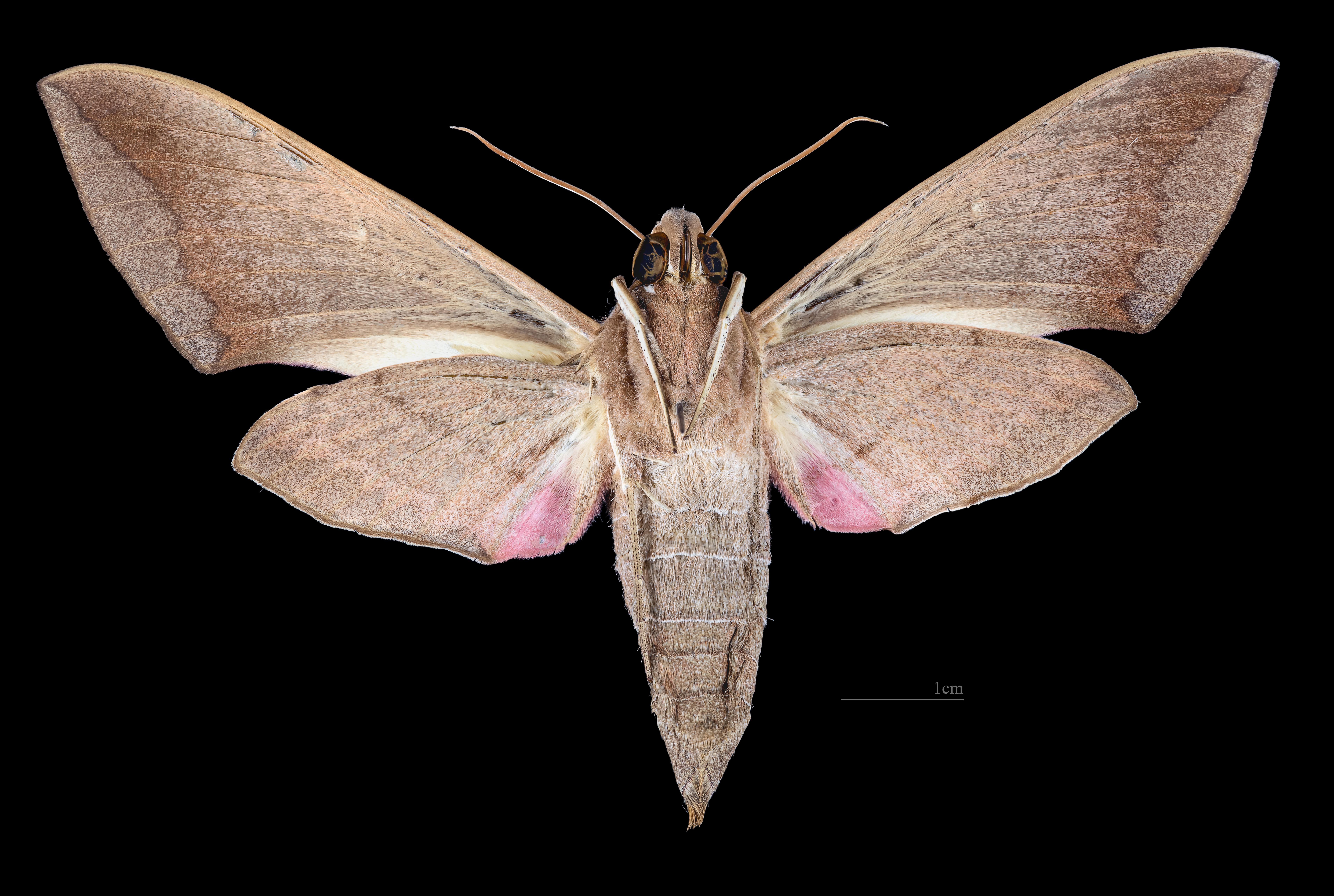
Eumorpha vitis fuscatus Revers de la femelle (coll.MHNT)